# Ignorantia legis non excusat
Ignorantia legis non excusat (auch ignorantia iuris non excusat oder ignorantia iuris neminem excusat) ist ein Rechtsgrundsatz aus dem römischen Recht, der im deutschen Sprachraum als Volksweisheit mit der Bedeutung „Unkenntnis des Gesetzes schützt nicht vor Strafe“ („Unwissenheit schützt vor Strafe nicht“) bekannt ist.

## Römisches Recht
Im römischen Recht lässt sich die Regel iuris ignorantiam cuique nocere, facti ignorantiam non nocere aus den justinianischen Digesten herleiten. Eine Fundstelle nimmt Bezug auf den spätklassischen Juristen Iulius Paulus, der Minderjährigen, Frauen, Soldaten und Landleuten ausnahmsweise Rechtsirrtümer zugestand. Danach sollte die Unkenntnis der Tatsachen niemandem schaden, die Unkenntnis der Gesetze hingegen nahezu allen. Es wurde somit bereits im klassischen Recht der Kaiserzeit nach Tatsachen- und Rechtsirrtümern unterschieden. Teils wird sogar davon ausgegangen, dass der Rechtsgrundsatz in die Zeit der Republik zurückreicht. Festgehalten werden kann, dass in Ansehung der Gültigkeit von Rechtsgeschäften im Zivilrecht Irrtümer nicht entschuldbar waren, was aber nicht für andere Verhältnisse galt.

## Deutschland

### Anwendungsbereich
Der Grundsatz beschreibt die Unbeachtlichkeit des Verbotsirrtums. Danach handelt gleichwohl vorsätzlich, wer über die Strafbarkeit seines Handelns irrt. Der Verbotsirrtum schließt den Vorsatz nicht aus. Soweit der Verbotsirrtum den Vorsatz nicht ausschließt, so lässt im deutschen Strafrecht der unvermeidbare Verbotsirrtum aber den Schuldvorwurf und damit die Strafbarkeit entfallen. Da nur der „vermeidbare Irrtum über die Verbotsnorm“ den Schuldvorwurf nicht entfallen lässt, wird deutlich, dass der römische Rechtsgrundsatz nur eingeschränkt ins deutsche Strafrecht übernommen wurde.
Im Unterschied zu einem Irrtum über die tatsächlichen Verhältnisse, dem Tatbestandsirrtum (ignorantia facti), schließt ein Verbotsirrtum die Schuld eines Täters aus, wenn der Irrtum nicht vermeidbar war, geregelt in (§ 17 StGB). Der Grundsatz gehört zur Dogmatik der Irrtumslehre sowohl im Straf- wie im Ordnungswidrigkeitenrecht (§§ 16 f. StGB und § 11 OWiG). Zusammengefasst lässt sich sagen, dass die Unkenntnis der Tatsachen eine Entschuldigung sein kann, nicht aber die Unkenntnis des Gesetzes.

### Geschichte
Der Rechtsgrundsatz hatte in einigen Staaten des deutschen Bundes gesetzliche Vorläufer, so beispielsweise das Strafgesetzbuch für das Königreich Bayern von 1861 in Art. 70. Art. Im Preußischen Strafgesetzbuch (1851) wurde von einer Regelung abgesehen, weil „die Unwirksamkeit des Rechtsirrtums schon gemeinen Rechtens sei“.
Das Reichsstrafgesetzbuch enthielt keine ausdrückliche Regelung des Rechtsirrtums. Das Reichsgericht vertrat den Rechtsgrundsatz „Ignorantia legis non excusat“ in seiner römisch-rechtlichen Grundform. Der Bundesgerichtshof entschied 1952 hingegen, dass ein unvermeidbarer Rechtsirrtum zur Straflosigkeit führe und bei einem vermeidbaren Rechtsirrtum die Strafe gemildert werden könne.  Die heutige gesetzliche Regelung gilt seit 1975 – mit Neufassung des Allgemeinen Teils des Strafgesetzbuchs.

## Österreich
Der alte Rechtsgrundsatz „ignorantia legis non excusat“ gilt auch in Österreich, denn in § 2 des ABGB wird klargestellt: „Sobald ein Gesetz gehörig kund gemacht worden ist, kann sich niemand damit entschuldigen, daß ihm dasselbe nicht bekannt geworden sey.“ Diese Bestimmung wollte ursprünglich die unwiderlegbare Vermutung des Verschuldens an der Unkenntnis einer Gesetzesvorschrift aufstellen. Inzwischen ist man von der Auslegung als unwiderlegbarer Fiktion des § 2 ABGB abgerückt und legt die Vorschrift dahingehend aus, dass sich niemand allein mit Gesetzesunkenntnis entschuldigen kann. Die Anwendung eines geltenden Gesetzes hängt nicht von der Kenntnis des Gesetzesinhalts durch die Normadressaten ab.
Im früheren österreichischen Strafrecht war geregelt, dass sich mit der Unwissenheit des gegenwärtigen Gesetzes niemand entschuldigen kann (für Verbrechen 1803–1974 § 3; für Vergehen und Übertretungen 1803–1852 Teil II § 1, 1852–1974 § 233 StG).
Das seit 1. Januar 1975 geltende Strafgesetzbuch kennt den Verbotsirrtum an. Er ist als Rechtsirrtum in § 9 StGB normiert.

## Schweiz
In der Schweiz gilt der zivilrechtliche Rechtsgrundsatz „Rechtsunkenntnis schadet“ (ignorantia iuris nocet). Wer das Gesetz nicht kennt, schadet sich selbst. Die Behauptung, man hätte eine Vorschrift nicht gekannt, wird vor Gericht nicht gehört.
Im Strafrecht sieht Art. 21 Strafgesetzbuch vor, dass ein unvermeidbarer Rechtsirrtum nicht und ein vermeidbarer milder bestraft wird.